# アーニー・ライヴリー
アーニー・ライヴリー（Ernie Lively, 1947年1月29日 - 2021年6月3日）は、アメリカ合衆国出身の俳優である。2021年6月3日、ロサンゼルスで心臓疾患による合併症により死去した。74歳没。

## 人物
アーニー・ライヴリーは、1947年1月29日にメリーランド州ボルチモアで出生した。ベトナム戦争では米海兵隊の大尉として従軍し、その後英文学教授を経て1975年にテレビドラマで俳優デビューを果たした。

### 私生活
1979年にエレイン・ライヴリーと結婚し、以来42年にわたり連れ添った。その間に誕生した子どもたちにはブレイク・ライヴリーやエリック・ライヴリーのほか、妻の前婚からの子であるロリ・ライヴリー、ロビン・ライヴリー、ジェイソン・ライヴリーが含まれる。2003年に心臓発作を経験し、2013年には心臓遺伝子治療を受けた。その後、2021年6月3日にカリフォルニア州ロサンゼルスで心臓合併症により死去した

## 出演作品

### テレビ
- メンフィス・ビート 〜南部警察 人情派〜
- 女捜査官グレイス 〜 天使の保護観察中
- ザ・ホワイトハウス
- ザット'70s ショー
- X-ファイル
- タイムマシーンにお願い

### 映画
- 旅するジーンズと19歳の旅立ち
- 旅するジーンズと16歳の夏
- ストレンジャー・トゥー・ラブ
- 罰ゲーム 兼製作
- パッセンジャー57（ビッグス署長）
- マン・イン・ザ・ムーン/あこがれの人
- デッド・オア・アライブ
- ハード・トゥ・キル（警察の指揮官）
- 沈黙の断崖（トッド）
- リトルトウキョー殺人課（刑事）
- ダークサイド